# Seishiro Okazaki
Pour les articles homonymes, voir Okazaki (homonymie).
Seishiro Okazaki, né le 28 janvier 1890 et mort le 12 juillet 1951, est un soigneur américano-japonais et un expert en arts martiaux japonais. Élève de Wo Chung et Tanaka Yoshimatsu, il est le fondateur du Danzan-ryū de ju-jitsu. 
Il est réputé avoir été le premier maitre à enseigner le judo et le jujitsu à des Américains.